# Calathea dryadica
Calathea dryadica är en strimbladsväxtart som beskrevs av J.M.A.Braga. Calathea dryadica ingår i släktet Calathea och familjen strimbladsväxter. Inga underarter finns listade.